# SEMAT
SEMAT(Software Engineering Method and Theory) és una iniciativa per remodelar l'enginyeria de programari de manera que l'enginyeria de programari es qualifiqui com una disciplina rigorosa. La iniciativa va ser llançada el desembre de 2009 per Ivar Jacobson, Bertrand Meyer i Richard Soley amb una declaració de crida a l'acció i una declaració de visió. La iniciativa es va concebre com un esforç de diversos anys per salvar la bretxa entre la comunitat de desenvolupadors i la comunitat acadèmica i per crear una comunitat que doni valor a tota la comunitat de programari.
El treball s'estructura ara en quatre àrees diferents, però fortament relacionades: pràctica, educació, teoria i comunitat. L'àrea de pràctiques tracta principalment de pràctiques. L'àrea d'Educació s'ocupa de tots els problemes relacionats amb la formació tant dels desenvolupadors com dels acadèmics, inclosos els estudiants. L'àrea de teoria s'ocupa principalment de la cerca d'una teoria general en enginyeria de programari. Finalment, l'àrea de la comunitat treballa amb la creació d'entitats jurídiques, la creació de llocs web i el creixement de la comunitat. S'esperava que l'àrea de pràctica, l'àrea d'educació i l'àrea de teoria s'integressin en algun moment d'una manera de valor per a tots ells: l'àrea de pràctica seria un "client" de l'àrea de teoria i dirigiria la investigació per obtenir resultats útils per a la comunitat de desenvolupadors. L'àrea de teoria proporcionaria una plataforma sòlida i pràctica per a l'àrea de pràctica. I l'àrea d'Educació comunicaria els resultats de manera adequada.
Els patrocinadors i simpatitzants del SEMAT han acordat i signat una crida a l'acció:
Actualment, l'enginyeria de programari es veu greument obstaculitzada per pràctiques immadures. Els problemes específics inclouen:
- La prevalença de les modes sobre la d'una disciplina d'enginyeria.
- Falta de veu a les bases teòriques àmpliament acceptades.
- L'enorme nombre de mètodes i variants de mètodes, amb diferències poc enteses i augmentades artificialment.
- La manca d’avaluació i validació experimental que es pugui creure.
- La divisió entre pràctiques industrials i investigació acadèmica.

La iniciativa dona suport a un procés de refundació de l'enginyeria de programari basada en una teoria sòlida, principis provats i bones pràctiques que: 
- Inclou un nucli d’elements àmpliament definits, extensible per a usos específics
- Abordar els problemes de tecnologia i persones
- Amb el suport de la indústria, el món acadèmic, investigadors i usuaris
- Admet l'extensió davant els requisits i la tecnologia en evolució El gran nombre de mètodes no és un problema en si mateix. Hi hauria d’haver molts mètodes enfocats a diferents problemes i cultures, però, aquests mètodes s’han de dissenyar de manera que es puguin comparar, avaluar i millorar.[5]

Un nombre important d’experts de renom internacional en el camp de l'enginyeria de programari avalen la iniciativa Call to Action. Entre els signants hi ha Scott Ambler, Barry Boehm, Erich Gamma, Watts Humphrey, Ken Schwaber etc. La iniciativa també compta amb el suport de corporacions com IBM, Microsoft, Ericsson, ABB i Samsung. Alguns dels signants són coneguts en el camp per tenir mètodes o mètodes d’enginyeria de programari ben establerts, que no sempre són compatibles. No obstant això, el consens sobre la iniciativa demostra que estan d'acord amb la importància de la refundació de l'enginyeria de programari.
Les crítiques de SEMAT argumenten que l'Enginyeria del Programari té una naturalesa heterogènia i que "moda" és una paraula imprecisa perquè l'orientació de l'objecte es va considerar una vegada de moda.